# Marc Ribas i Beltran
Marc Ribas i Beltran (Terrassa, 1976) és un cuiner i presentador de televisió català, conegut per aparicions en els programes Cuines, Joc de cartes i Pop up Xef, tots tres de TV3.
El seu pare és del Masnou i la mare, de Barcelona. Van viure a Girona durant dos anys, després es van traslladar a Ourense i finalment es van establir a Sabadell, on va viure durant 20 anys. Va estudiar belles arts a la universitat, i durant aquest període va tenir diverses feines, entre les quals porter de discoteca a la Zona Hermètica i ajudant de cuina en el sector de l'hostaleria. Va ser llavors quan es va adonar de la passió que tenia vers la cuina. Més endavant, va viure a Terrassa breument on va treballar com a dibuixant, abans d'anar-se'n a treballar al Brasil durant cinc anys.
Posteriorment, es va establir definitivament a Terrassa i va començar a dedicar-se professionalment a la gastronomia, aportant creativitat a uns deu restaurants, entre els quals Can Ferran, Vitrium, Capritx i Matís. Els dos darrers eren propietat del xef Artur Martínez, amb qui va compartir alguns projectes del 2017 al 2019, entre els quals el restaurant La Taverna del Ciri.
És també un apassionat del culturisme, de jove fou culturista amateur i va arribar a presentar-se al campionat d'Europa de culturisme de 2004, on va obtenir el cinquè lloc sobre trenta-dos participants.
Va entrar al món de la televisió el 2016. Va començar a ser el cuiner mediàtic del programa Cuines de TV3, que ja s'emetia d'ençà del 1996. Malgrat no tenir la intenció inicial de presentar-se a un càsting, Ribas va rebre una recomanació per part de coneguts seus periodistes, que el van animar a participar-hi. Fins al darrer moment, no havia decidit assistir-hi, el procés de selecció ja tenia candidat preseleccionat. No obstant això, finalment va decidir acudir al càsting, el qual marcaria un punt d'inflexió en la seva trajectòria. El programa va canviar completament, va passar de ser presentat per diferents cuiners amateurs de diferents restaurants de Catalunya a ser presentat cada dia per Ribas. En el programa, treballa sobretot la cuina catalana, senzilla, de proximitat i a l'abast de qualsevol persona.
Més endavant, Ribas va ser triat com la cara visible del nou programa-concurs de cuina de TV3 Joc de cartes, en què quatre restauradors competeixen per a ser el millor segons la temàtica de cada capítol. Va presentar les campanades de Cap d'Any de TV3 el 2018 juntament amb Helena Garcia Melero.
Va publicar el seu primer llibre gastronòmic el 2018, anomenat Brutal. Les receptes de Marc Ribas.